# 유준 (행산후)
유준(劉遵, ? ~ ?)은 전한 말기의 제후로, 초사왕의 아들이다.

## 행적
원시 5년(5년), 행산후(杏山侯)에 봉해졌다.
행산후 준 4년(8년), 전한이 멸망하여 작위가 박탈되었다.

## 출전
- 반고, 《한서》 권15하 왕자후표 下

| 선대 (116년 전) 유성 | 전한의 행산후 5년 윤월 정유일 ~ 8년 | 후대 (전한 멸망) |